# Allactaga balikunica
Allactaga balikunica är en däggdjursart som beskrevs av Wei Ying Hsia och Fang 1964. Allactaga balikunica ingår i släktet hästspringråttor och familjen hoppmöss. IUCN kategoriserar arten globalt som livskraftig. Inga underarter finns listade.
Arten tillhör undersläktet Orientallactaga som ibland godkänns som släkte.
Djuret har en kroppslängd (huvud och bål) av 11,5 till 13,2 cm, en svanslängd av 16,5 till 19 cm och en vikt mellan 65 och 80 g. Liksom andra hästspringråttor har arten stora 5,7 till 6,1 cm långa bakfötter. Pälsen har på ovansidan en gulbrun till grå färg med några svarta strimmor. Den är mörkast på ryggens topp. Undersidan och de bakre extremiteterna är nästan helt vita med undantag av fötternas baksida som är sandfärgad. Tofsen vid svansens spets är inte lika stor som hos andra hästspringråttor.
Denna hästspringråtta förekommer i södra Mongoliet och angränsande delar av norra Kina (Xinjiang). Habitatet utgörs av öknar och halvöknar.
Individerna är aktiva på natten och de vilar på dagen i underjordiska bon. Utanför parningstiden lever hanar och honor ensam. Allactaga balikunica äter blad, gräsfrön, rötter, unga växtskott och några insekter. Honor parar sig under våren och kanske även på hösten. Per kull föds upp till tre ungar.